# Землетрясение в Эрзинджане (1939)
Землетрясение в Эрзинджане — мощное землетрясение близ турецкого города Эрзинджан магнитудой 7,8 Mw и максимальной интенсивностью (XII) по шкале Меркалли, произошедшее 27 декабря 1939 года в 1:57 по местному времени. Одно из сильнейших землетрясений в истории Турции, уступающее только землетрясению в Северной Анатолии 1668 года магнитудой до 8 Mw, а также одно из сильнейших в череде сильных землетрясений, затронувших Турцию вдоль Северо-Анатолийского разлома в период с 1939 по 1999 год. Сдвиг с горизонтальным смещением до 3,7 метра произошёл в районе Северо-Анатолийского разлома протяжённостью 360 км. Самое смертоносное землетрясение XX века в Турции: погибло 32 968 человек, ещё около 100 000 были ранены. Вызвало цунами.

## Предыстория

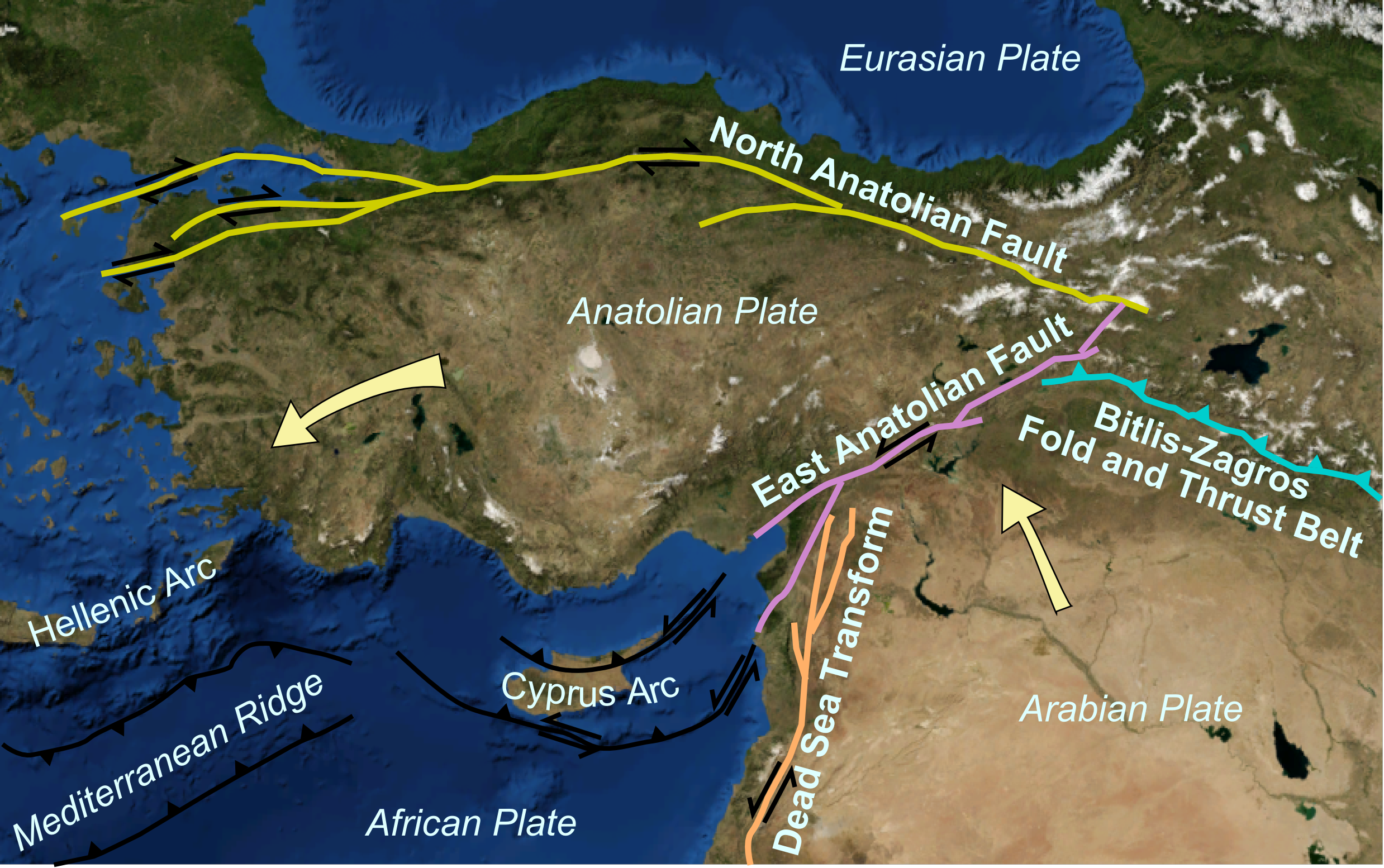
Анатолийская плита

По отношению к Евразийской плите Анатолийская плита оттесняется на запад продолжающимся движением Аравийской плиты на север. Северо-Анатолийский разлом в Малой Азии является крупной границей трансформного разлома, где Евразийская плита граничит с меньшей Анатолийской плитой. Протяжённость разлома составляет 1600 км, он простирается от Восточной Турции до Мраморного моря. Землетрясения в районе разлома происходят очень часто. Эрзинджан был разрушен землетрясениями по меньшей мере 11 раз с 1000 года. В период с 1942 по 1967 год вдоль разлома произошло шесть крупных землетрясений, три из которых были магнитудой более 7 Mw.

## Землетрясение
Эпицентр землетрясения находился вблизи Эрзинджана. Толчки продолжались 52 секунды. Землетрясение привело к возникновению цунами высотой 1—3 м, которое обрушилось на побережье Чёрного моря.

## Ущерб, погибшие и раненые
Землетрясение серьёзно повредило около 116 720 зданий.
Первоначально число погибших составляло около 8000 человек. На следующий день, 27 декабря, поступило сообщение о том, что оно возросло до 20 000 человек. В течение того же дня температура упала до −30 ˚С. Началась экстренная спасательная операция. К 5 января число погибших увеличилось почти до 33 000 человек, люди также погибали из-за низких температур, снежных бурь и наводнений.

## Последствия
Полное разрушение в результате землетрясения побудило Турцию принять правила строительства зданий, при котором им не будут нанесены такие повреждения. Ущерб, нанесённый городу Эрзинджан, был настолько велик, что его старое месторасположение было полностью заброшено, а чуть севернее было основано новое поселение.

## В культуре
Турецкий поэт Назым Хикмет описал землетрясение в стихотворении «Мрачная весть» (тур. Kara haber).